# Сатакэ Ёсинобу
Сатакэ Ёсинобу (яп. 佐竹 義宣, 1570—1633) — японский самурай, даймё периода Адзути-Момояма до периода Эдо, старший сын Сатакэ Ёсисигэ, первый правитель (1602—1633) княжества Кубота, основатель города Акиты.

## Биография
В начале жизни Ёсинобу семье Сатакэ угрожали с севера Датэ Масамунэ, а с юга — Ходзё Удзинао. Однако, поскольку он пообещал верность Тоётоми Хидэёси во время осады Одавары, ему удалось сохранить свои земельные владения. Под знаменем Хидэёси он был включен в число шести величайших генералов. После того, как осада Одавары была завершена, Ёсинобу смог получить контроль над всей провинцией Хитати.
У Ёсинобу были хорошие отношения с Иcидой Мицунари, и он вступил в западную армию во время битвы при Сэкигахара, за что был наказан Токугавой Иэясу, который конфиксовал владения Ёсинобу и перевёл его в область Кубота. Хотя его выбор альянса закончился катастрофой, считается, что у него не было другого выбора. Клан Сатакэ в регионе Канто был могущественным, престижным и древним кланом, восходящим к роду Гэндзи, со знаменитыми предками, такими как Минамото-но Ёсииэ. Многие из близлежащих феодальных владений и более мелких самурайских семей были кузенами или подданными Сатакэ. Для Иэясу была возможность ближайшего будущего, когда Ёсинобу (или его потомок) стал главой военного союза против Токугава, требуя звания сёгуна для себя или, по крайней мере, находясь в состоянии холодной войны с Токугава. Вот почему у Сатакэ в конечном итоге не было выбора, кроме как вступить в союз с Иcидой.
После прибытия в свой новый домен в 1603 году ему немедленно пришлось столкнуться с мятежом местных ронинов, верных Онодэрэ Ёсимити, известным как восстание Рокуго, который он подавил довольно быстро.
В 1604 году, после установления сёгуната Токугава, род Сатакэ, который владел землями провинции Хитати в районе современной префектуры Ибараки, был переведён центральной властью управлять землями равнины Акита. Глава рода Сатакэ Ёсинобу построил в лесу Ядомэ замок Кубота, возле которого было заложено одноимённое призамковое поселение, превратившееся со временем в город Акиту.